# 劉麟 (韓國公)
劉麟，字元瑞，景州阜城县（今河北省阜城县）人。金朝将领。完颜亮时尚书左丞。伪齐皇帝劉豫之子。
在北宋官至承务郎。金太宗天会七年（1129年），随父劉豫降金，知济南府事。天会八年（1130年），太宗立刘豫为“儿皇帝”，建大齐政权。劉麟为兴平军节度使、开府仪同三司、梁国公，充诸路兵马大总管，判济南府事。后为大齐尚书左丞相。天会九年（1131年），随父迁都汴京（今河南开封）。连年带兵伐南宋，都是无功而还。金熙宗天会十五年（1137年），金废大齐后，被迁置临潢府。改授北京路都转运使。历任中京、燕京路都转运使、参知政事、尚书左丞，封韩国公。之后罢官，卒年六十四岁。